# Моричиз (Њујорк)
Моричиз (енгл. Moriches) насељено је место без административног статуса у америчкој савезној држави Њујорк.

## Демографија
По попису из 2010. године број становника је 2.838, што је 519 (22,4%) становника више него 2000. године.
| Група             | 2000.         | 2010.         |
| Белци             | 2.128 (91,8%) | 2.400 (84,6%) |
| Афроамериканци    | 29 (1,3%)     | 79 (2,8%)     |
| Азијати           | 42 (1,8%)     | 80 (2,8%)     |
| Хиспаноамериканци | 92 (4,0%)     | 247 (8,7%)    |
| Укупно            | 2.319         | 2.838         |